# Lee Tai-young
Lee Tai-young, född 1914, död 1998, var en sydkoreansk jurist.
Hon blev 1952 landets första kvinnliga advokat. 